# Porte du Thérond
Pour les articles homonymes, voir Thérond.
La porte du Thérond est une porte de ville située sur la commune de Marvejols, dans le département de la Lozère, en France.

## Description
Cette porte marque l'entrée Est de la vieille ville.

## Historique
En 1360, à la suite d'attaques répétées des Routiers, la ville se dote de fortifications. Les portes de Chanelles, du Soubeyran et du Thérond sont aménagées entre d'imposants remparts.
Ces portes seront en partie détruites lors des guerres de religion (assaut en 1586 des troupes catholiques du duc de Joyeuse contre la ville, alors protestante) puis seront reconstruites avec l'aide financière du roi Henri IV à partir de 1589 (ainsi que le reste de la ville).
L'édifice est inscrit au titre des monuments historiques par arrêté du 23 décembre 1925.